# Мікаель Уманья
Мікаель Уманья (ісп. Michael Umaña, нар. 16 липня 1982) — костариканський футболіст, захисник клубу «Сапрісса» та  національної збірної Коста-Рики.

## Клубна кар'єра
У дорослому футболі дебютував 1999 року виступами за команду клубу «Кармеліта», в якій провів три сезони. 
Своєю грою за цю команду привернув увагу представників тренерського штабу клубу «Ередіано», до складу якого приєднався 2002 року. Відіграв за цю костариканську команду наступні три сезони своєї ігрової кар'єри.
Згодом з 2005 по 2007 рік грав у складі команд клубів «Ел-Ей Гелексі», «Брухас» та «Ередіано».
2007 року уклав контракт з клубом «Ліберія Міа», у складі якого провів наступні три роки своєї кар'єри гравця. Більшість часу, проведеного у складі «Ліберія Міа», був основним гравцем захисту команди.
Протягом 2010—2013 років грав у США та Гватемалі, де захищав кольори відповідно «Чівас США» та «Коммунікасьйонеса».
До складу «Сапрісси» приєднався 2013 року.

## Виступи за збірні
2004 року  залучався до складу молодіжної збірної Коста-Рики. На молодіжному рівні зіграв у 4 офіційних матчах.
2004 року дебютував в офіційних матчах у складі національної збірної Коста-Рики. Наразі провів у формі головної команди країни 65 матчів, забивши 2 голи.
У складі збірної був учасником розіграшу Кубка Америки 2004 року у Перу та чемпіонату світу 2006 року у Німеччині.
Учасник трьох розіграшів Золотого кубка КОНКАКАФ: 2005, 2007 та 2013 років.

## Титули і досягнення
- Бронзовий призер Ігор Центральної Америки та Карибського басейну: 2002
- Переможець Центральноамериканського кубка: 2005, 2013